# Vladimir Gorochov (calciatore)
Vladimir Ivanovič Gorochov (in russo Владимир Иванович Горохов?; Mosca, 13 maggio 1910 – Mosca, 1º novembre 1985) è stato un allenatore di calcio e calciatore sovietico, di ruolo difensore.
Da allenatore, ha guidato Spartak Mosca, Kryl'ja Sovetov Mosca, Spartak/Chornomorets Odessa, Spartak Kalinin, Spartak Krasnodar: nel 1962 vince il proprio girone e quello finale della seconda divisione, tuttavia non ottiene la promozione in massima serie.

## Palmarès
- Pervaja Liga: 1

Kuban': 1962 (Girone 3 e Girone russo finale)